# 杵築藩
杵築藩（日语：／ Kitsuki han */?）是日本江戶時代的一個藩。位於豐後國國東郡及速見郡，藩廳是杵築城（今大分縣杵築市。），又稱為木付藩。

## 歷史
江戶時代初期，是細川忠興中津藩（後來小倉藩）。1632年，忠興之子忠利被幕府移封至熊本藩。小笠原氏被獲封小倉藩的領土。小笠原忠真成為小倉藩主，長次成為中津藩主。而忠真之甥忠知被獲封木付4萬石。
1645年忠知移封至三河國吉田藩。松平英親由高田藩移封到這裡，直到廢藩置縣為主

## 歷代藩主

### 小笠原家
譜代、4萬石
1. 忠知（1632年－1645年）

### 松平家
親藩、3萬2千石
1. 英親（1645年－1692年）
2. 重榮（1692年－1708年）
3. 重休（1708年－1715年）
4. 親純（1715年－1739年）
5. 親盈（1739年－1767年）
6. 親貞（1767年－1785年）
7. 親賢（1785年－1802年）
8. 親明（1802年－1825年）
9. 親良（1825年－1868年）
10. 親貴（1868年－1871年）